# Pere de Castellnou
|  | Per a altres significats, vegeu «Pere de Castellnou (bisbe)». |

Pere de Castellnou —en occità Pèire de Castèlnòu— (? - prop de Sant Geli, Llenguadoc, 15 de gener de 1208) és venerat com a beat a l'Església catòlica. Se celebra el 15 de gener a les diòcesis de Carcassona i Nimes.
El 1203 havia esdevingut monjo de l'abadia cistercenca de Fontfreda quan el papa Innocenci III el designà, junt amb Raül Ranier, el seu legat al Llenguadoc. Ambdós foren dotats de plens poders per intentar, vanament, aturar l'heretgia càtara. Aquests poders anaven fins i tot en detriment de la jurisdicció dels bisbes, fet que els oposà als de Tolosa, Besiers i Viviers, que foren suspesos. Predicaren amb Domingo de Guzmán i amb Diego, bisbe d'Osca. Però especialment Pèire, feu una violenta campanya política contra Ramon VI de Tolosa, el qual excomunicà el 1207, i deslliurà els seus vassalls del jurament de fidelitat. El seu assassinat, probablement per un familiar del comte Ramon VI, va ser el detonant del començament de la Croada Albigesa.
Declarat màrtir per Innocenci IV, després beatificat.

## Anàlisi de l'assassinat
Mentre Domènec de Guzmán pregava i predicava, mirava de convertir i fundava convents, el legat Pere de Castellnou feia una violenta campanya política contra Ramon VI, per finalment fer-lo caure en un parany, el 1207 el legat anà a Provença i hi imposà la pau als vassalls de Ramon VI que lluitaven entre ells i contra el comte, i els reuní en una lliga destinada a combatre l'heretgia. Llavors invità el comte a adherir-se a aquesta lliga.
Era un cop mestre. Si Ramon VI acceptava, es trobava conduït pels seus propis vassalls contra d'altres vassalls més propers; si refusava, semblaria una confessió de connivència amb els heretges. Ramon VI, de tant en tant, tenia rampells d'energia, dintre de la seva vel·leïtat: refusà. El legat, encontinent, deslliurà els seus vassalls de la fidelitat que li devien i l'excomunicà.

En una carta del 20 de maig, Innocenci III confirmà al comte aquella excomunió bo i afegint-hi les amenaces més ferotges.
| « | L'il·lustre rei d'Aragó, i gairebé tots els grans senyors, els teus veïns, han jurat la pau per obeir els legats apostòlics, i tu solament la rebutges i cerques el teu lucre en la guerra, com un corb que es manté de carronya!... Com que no podem deixar impune aquesta gran injúria feta a l'Església Catòlica i a Déu, farem que et prenguin els senyorius que tens en feu de l'Església; i, si aquest càstig no et fa penedir, manarem a tots els prínceps veïns que t'ataquin com a enemic de Jesucrist i perseguidor de l'Església, i els donarem permís perquè el país no es vegi ja mai més infectat d'heretgia per culpa del teu govern | » |

Ramon VI no podia fer-se cap il·lusió; de la part d'un home com Innocenci III les amenaces no eren paraules vanes. Això no obstant, quan Pere de Castellnou es presentà a Tolosa per fer-li saber les ordres del papa, el comte l'escoltà, però es negà a complir-les del que hom li manava.

Llavors Innocenci III passà a l'atac directe. El 17 de novembre de 1207 escrivia novament al rei de França per dir-li:
| « | Cal que els sectaris siguin estavellats per la virtut del vostre poder i que les dissorts de la guerra els tornin la veritat | » |

Ensems, enviava una carta circular a tots els senyors de França en general per oferir-li les terres occitanes i les mateixes indulgències que per a la croada a Terra Santa, si les volien anar a combatre.
El comte Ramon aleshores, prometé que se sotmetria i signà la pau amb els senyors dels Baus i els altres barons provençals armats en contra d'ell.

Desitjant, més que res, fer aixecar l'excomunió i l'interdit que pesava damunt seu, convocà a Saint-Gilles, vila de la frontera de Provença, el legat Pere de Castellnou i Navar, bisbe de Coserans, malgrat l'interès que els de Tolosa hi posaren, la seva entrevista continuà en el mateix to que totes les altres que el legat i el comte ja havien sostingut. Com sempre, el comte argüí la seva bona fe, prometé complir el que hom li demanés; però, posat entre l'espasa i la paret, acabà per reaccionar i negar-se a obeir-los. Els legats li digueren que, davant aquella actitud, se n'anaven i el deixaven amb l'excomunió. I el comte, segons més tard explicaria Innocenci III, només els respongué:
| « | Aneu amb compte; pertot on anireu, per terra i per aigua, no us perdré de vista! | » |

Els legats arribaren a les vores del Roine i, abans travessar-lo, passaren la nit en un hostal que allà hi havia. Al mateix hostal, s'hi trobaven uns soldats del comte Ramon, i, en ésser l'endemà, el 15 de gener de 1208, quan Pere de Castellnou es preparava per travessar el riu amb el seu seguici, s'entaulà una discussió entre un gentilhome de Ramon VI i el legat. La baralla s'acalorà i el senyor tolosà, 
| « | brandant la seva llança, ferí Pere de Castellnou, entre les costelles inferiors | » |

Després fugí al galop del seu cavall cap a Belcaire, «on vivien els seus pares», mentre que Pere de Castellnou rebia la comunió a l'hora que canta el gall i, a l'alba, agonitzava.

### Les sospites

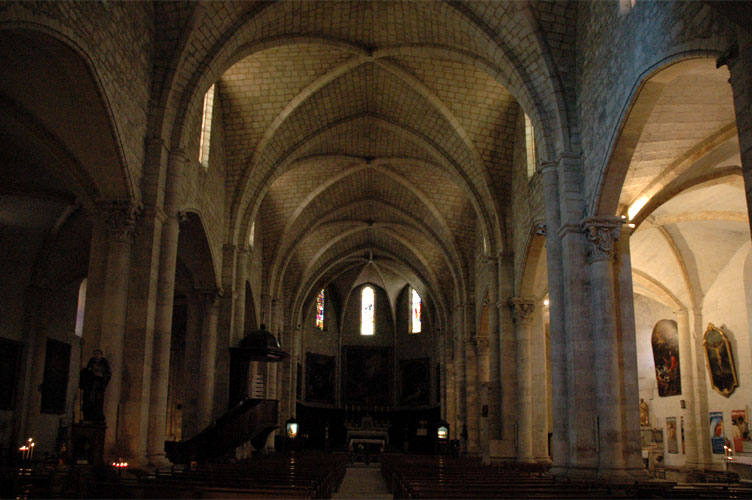
Abadia de S. Geli, on va ésser enterrat P. de Castellnou.

Després de l'altercat les sospites que pesaren damunt Ramon VI foren ben greus. Tothom el cregué culpable. I, això no obstant, quin interès podia tenir el comte a suprimir el legat? Aquest crim no feia res més que mal a la seva causa. El papa, que de primer estigué completament persuadit de la seva culpabilitat, després reconegué que només era fortament sospitós. El més segur és que un senyor de la cort de Ramon VI, creient servir el seu partit, cometé l'assassinat. A aquest senyor, li mancà tota mena de sentit polític. El comte, en canvi, era massa hàbil per a suscitar aquest crim, que donava un pretext legítim a tota mena de violències.
Al contrari cal creure que el bisbe de Tolosa, Folquet, i el de Coserans, Navar, que apressadament es traslladaren a Roma per informar al papa del que havia succeït, encara gitaren més oli al foc. Estaven convençuts, diu Vaux de Cernai, que les predicacions gairebé havien demostrat «estar desproveïdes del resultat desitjat», és a dir, que no servien per a res, i «cuitaren a suplicar al senyor papa que tingués cura de l'Església, que perillava i estava a punt de sotsobrar a la província de Narbona».

### Les conseqüències
La mort de l'ambaixador és, ja en si, un casus belli. Amb quanta més raó no s'havia d'encendre la guerra, puix que Pere de Castellnou era, més que un ambaixador, un representant de Déu i del papa sobre la terra!. Les causes del drama ens són desconegudes, però ni el papa ni els bisbes no es preocuparen massa d'aclarir-les. Innocenci III perdé la paciència i volgué, immediatament, venjar la mort del seu legat.
Amb aquest fi envià a la cort de Felip August el cardenal Galon, portador de lletres per al rei, per als barons i per a tots els arquebisbes de França. En aquesta circular el papa demanava amb vehemència venjança per la mort del seu legat i exigia l'exterminació dels heretges i els seus fautors, començant pel comte de Tolosa, tirà i enemic de la fe.

<Atorgam>, deia el Sant Pare,
| « | una indulgència plenària a tots els que emprenguin la revenja de la sang d'aquell just damunt els heretges, que cerquen llevar-nos la vida del cos al mateix temps que la de l'ànima. | » |

I aquest assassinat fou un motiu més en posar en marxà la croada contra els càtars.